# Roy Lassiter
Roy Lassiter (Washington, 9 marzo 1969) è un ex calciatore statunitense di ruolo attaccante.
È il secondo miglior marcatore della regular season, dopo Josef Martínez, con 27 reti segnate in una stagione di Major League Soccer.

## Carriera

### Club
Nato a Washington, ma cresciuto a Raleigh, Lassiter muove i primi passi nelle squadre degli istituti scolastici, dove in una stagione gioca contemporaneamente per la Athens Drive High School (vincendo il campionato e realizzando 47 reti) e per il piccolo club Raleigh United.
Successivamente completa la sua crescita negli istituti Lees-McRae College e North Carolina State University, dove ottiene vari riconoscimenti per i suoi meriti calcistici.
Nel 1992, da poco convocato in nazionale, in uno scontro con il compagno di nazionale Bruce Murray si rompe una gamba; di lì a poco i suoi genitori divorziano, e impossibilitato a trovare un'occupazione cade in depressione, arrivando a farsi arrestare per ben due furti con scasso.
Nel 1992 lascia gli Stati Uniti per trasferirsi in Costa Rica, ingaggiato dal Turrialba. L'anno seguente passa al Carmelita.
Nel 1994 trova un accordo con l'Alajuelense, storicamente il club più forte della nazione assieme ai rivali del Saprissa.
Con l'Alajuelense arriva secondo in campionato, ed attira a sé osservatori di diversi club del mondo, tra i quali il Santos, ma il club di Alajuela lo blinda per un'altra stagione con un contratto da 60.000$, ottenendo la vittoria del campionato.
Nel 1996 Lassiter torna negli Stati Uniti d'America, nei Tampa Bay Mutiny di Carlos Valderrama, dove alla prima stagione realizza il record di segnature in una sola stagione, marcando 27 reti in 34 partite. Il primato verrà superato 22 anni più tardi da Josef Martínez, capace di realizzare 31 reti in 34 partite.
Il Genoa, che milita in Serie B, lo prende in prestito per mezza stagione, ma Lassiter non riesce ad ambientarsi nel calcio italiano e nei sei mesi trascorsi totalizza solamente 2 presenze e 0 gol. Lassiter realizzò una rete in campionato in rovesciata nella trasferta a Castel di Sangro, ma la partita venne sospesa per neve.
Tornato negli Stati Uniti d'America, Lassiter veste le maglie di differenti club, aggiudicandosi la CONCACAF Champions' Cup 1998 e la Coppa Interamericana 1998 con il D.C. United.
Si ritira nel 2004 con uno bottino di 88 reti nella Major League Soccer, avviando iniziative quali accademie e campus sportivi per formare nuovi calciatori statunitensi.

### Nazionale
Con la nazionale Lassiter ha giocato 30 incontri, segnando 4 reti. Nel 1994 non prese parte ai Mondiali in casa perché non venne convocato da Bora Milutinović.

## Statistiche

### Cronologia presenze e reti in nazionale
| Cronologia completa delle presenze e delle reti in nazionale ― Stati Uniti | Cronologia completa delle presenze e delle reti in nazionale ― Stati Uniti | Cronologia completa delle presenze e delle reti in nazionale ― Stati Uniti | Cronologia completa delle presenze e delle reti in nazionale ― Stati Uniti | Cronologia completa delle presenze e delle reti in nazionale ― Stati Uniti | Cronologia completa delle presenze e delle reti in nazionale ― Stati Uniti | Cronologia completa delle presenze e delle reti in nazionale ― Stati Uniti | Cronologia completa delle presenze e delle reti in nazionale ― Stati Uniti |
| Data                                                                       | Città                                                                      | In casa                                                                    | Risultato                                                                  | Ospiti                                                                     | Competizione                                                               | Reti                                                                       | Note                                                                       |
| -------------------------------------------------------------------------- | -------------------------------------------------------------------------- | -------------------------------------------------------------------------- | -------------------------------------------------------------------------- | -------------------------------------------------------------------------- | -------------------------------------------------------------------------- | -------------------------------------------------------------------------- | -------------------------------------------------------------------------- |
| 25-1-1992                                                                  | Miami                                                                      | Stati Uniti                                                                | 0 – 1                                                                      | Comunità degli Stati Indipendenti                                          | Amichevole                                                                 | -                                                                          | 61’                                                                        |
| 16-8-1995                                                                  | Norrköping                                                                 | Svezia                                                                     | 1 – 0                                                                      | Stati Uniti                                                                | Amichevole                                                                 | -                                                                          | 56’                                                                        |
| 8-10-1995                                                                  | Washington                                                                 | Stati Uniti                                                                | 4 – 3                                                                      | Arabia Saudita                                                             | Amichevole                                                                 | 1                                                                          | 57’                                                                        |
| 13-1-1996                                                                  | Anaheim                                                                    | Stati Uniti                                                                | 3 – 2                                                                      | Trinidad e Tobago                                                          | Gold Cup 1996 - 1º turno                                                   | -                                                                          | 75’                                                                        |
| 18-1-1996                                                                  | Los Angeles                                                                | Stati Uniti                                                                | 0 – 1                                                                      | Brasile                                                                    | Gold Cup 1996 - Semifinale                                                 | -                                                                          | 84’                                                                        |
| 21-1-1996                                                                  | Los Angeles                                                                | Stati Uniti                                                                | 3 – 0                                                                      | Guatemala                                                                  | Gold Cup 1996 - Finale 3º posto                                            | -                                                                          | 39’                                                                        |
| 9-6-1996                                                                   | Foxborough                                                                 | Stati Uniti                                                                | 2 – 1                                                                      | Irlanda                                                                    | U.S. Cup 1996                                                              | -                                                                          | 78’                                                                        |
| 12-6-1996                                                                  | Washington                                                                 | Stati Uniti                                                                | 0 – 2                                                                      | Bolivia                                                                    | U.S. Cup 1996                                                              | -                                                                          | 78’                                                                        |
| 30-8-1996                                                                  | Los Angeles                                                                | Stati Uniti                                                                | 3 – 1                                                                      | El Salvador                                                                | Amichevole                                                                 | -                                                                          | 46’ 51’                                                                    |
| 14-12-1996                                                                 | Palo Alto                                                                  | Stati Uniti                                                                | 2 – 1                                                                      | Costa Rica                                                                 | Qual. Mondiali 1998                                                        | 1                                                                          | 38’                                                                        |
| 17-1-1997                                                                  | Los Angeles                                                                | Stati Uniti                                                                | 0 – 1                                                                      | Perù                                                                       | U.S. Cup 1997                                                              | -                                                                          |                                                                            |
| 19-1-1997                                                                  | Pasadena                                                                   | Stati Uniti                                                                | 0 – 2                                                                      | Messico                                                                    | U.S. Cup 1997                                                              | -                                                                          | 66’                                                                        |
| 22-1-1997                                                                  | Pasadena                                                                   | Stati Uniti                                                                | 1 – 4                                                                      | Danimarca                                                                  | U.S. Cup 1997                                                              | -                                                                          | 33’                                                                        |
| 29-1-1997                                                                  | Kunming                                                                    | Cina                                                                       | 2 – 1                                                                      | Stati Uniti                                                                | Amichevole                                                                 | -                                                                          | 62’                                                                        |
| 1-2-1997                                                                   | Guangzhou                                                                  | Cina                                                                       | 1 – 1                                                                      | Stati Uniti                                                                | Amichevole                                                                 | -                                                                          |                                                                            |
| 2-3-1997                                                                   | Kingston                                                                   | Giamaica                                                                   | 0 – 0                                                                      | Stati Uniti                                                                | Qual. Mondiali 1998                                                        | -                                                                          | 60’                                                                        |
| 23-3-1997                                                                  | San José                                                                   | Costa Rica                                                                 | 3 – 2                                                                      | Stati Uniti                                                                | Qual. Mondiali 1998                                                        | 1                                                                          | 46’                                                                        |
| 17-6-1997                                                                  | Jacksonville                                                               | Stati Uniti                                                                | 2 – 1                                                                      | Israele                                                                    | Amichevole                                                                 | -                                                                          | 63’                                                                        |
| 29-6-1997                                                                  | San Salvador                                                               | El Salvador                                                                | 1 – 1                                                                      | Stati Uniti                                                                | Qual. Mondiali 1998                                                        | 1                                                                          | 46’                                                                        |
| 7-8-1997                                                                   | Baltimora                                                                  | Stati Uniti                                                                | 0 – 1                                                                      | Ecuador                                                                    | Amichevole                                                                 | -                                                                          | 83’                                                                        |
| 7-9-1997                                                                   | Portland                                                                   | Stati Uniti                                                                | 1 – 0                                                                      | Costa Rica                                                                 | Qual. Mondiali 1998                                                        | -                                                                          | 70’                                                                        |
| 24-1-1998                                                                  | Orlando                                                                    | Stati Uniti                                                                | 1 – 0                                                                      | Svezia                                                                     | Amichevole                                                                 | -                                                                          | 64’                                                                        |
| 21-2-1998                                                                  | Miami                                                                      | Stati Uniti                                                                | 0 – 2                                                                      | Paesi Bassi                                                                | Amichevole                                                                 | -                                                                          | 62’                                                                        |
| 25-2-1998                                                                  | Bruxelles                                                                  | Belgio                                                                     | 2 – 0                                                                      | Stati Uniti                                                                | Amichevole                                                                 | -                                                                          | 56’                                                                        |
| 5-11-1998                                                                  | San Jose                                                                   | Stati Uniti                                                                | 0 – 0                                                                      | Australia                                                                  | Amichevole                                                                 | -                                                                          | 78’ 90+1’                                                                  |
| 24-1-1999                                                                  | Santa Cruz                                                                 | Bolivia                                                                    | 0 – 0                                                                      | Stati Uniti                                                                | Amichevole                                                                 | -                                                                          | 68’                                                                        |
| 6-2-1999                                                                   | Jacksonville                                                               | Stati Uniti                                                                | 3 – 0                                                                      | Germania                                                                   | Amichevole                                                                 | -                                                                          | 86’                                                                        |
| 21-2-1999                                                                  | Fort Lauderdale                                                            | Stati Uniti                                                                | 2 – 1                                                                      | Cile                                                                       | Amichevole                                                                 | -                                                                          | 46’                                                                        |
| 13-6-1999                                                                  | Washington                                                                 | Stati Uniti                                                                | 1 – 0                                                                      | Argentina                                                                  | Amichevole                                                                 | -                                                                          | 77’                                                                        |
| 29-1-2000                                                                  | Coquimbo                                                                   | Cile                                                                       | 1 – 2                                                                      | Stati Uniti                                                                | Amichevole                                                                 | -                                                                          | 56’                                                                        |
| Totale                                                                     |                                                                            | Presenze                                                                   | 30                                                                         |                                                                            | Reti                                                                       | 4                                                                          |                                                                            |

## Palmarès

### Club

#### Competizioni nazionali
- Campionato costaricano: 1

Alajuelense: 1995-1996
- MLS Supporters' Shield: 2

Tampa Bay: 1996
DC United: 1999
- Campionato MLS: 1

DC United: 1999

#### Competizioni internazionali
- CONCACAF Champions' Cup: 1

D.C. United: 1998
- Coppa Interamericana: 1

D.C. United: 1998

### Individuale
- MLS Best XI: 1

1996